# Damastes pallidus
Damastes pallidus là một loài nhện trong họ Sparassidae.
Loài này thuộc chi Damastes. Damastes pallidus được Ehrenfried Schenkel-Haas miêu tả năm 1937.